# 普拉河 (俄罗斯)
普拉河是奥卡河的支流，位于俄罗斯梁赞州，全长167公里。其流域面积为5,520平方公里。
每年11月底至次年4月，普拉河一直处于冰封状态。